# Antonio Lara García
Antonio Lara García (1939-2005) fue un intelectual y artista español muy polifacético. Docente, director de cine, pintor y fotógrafo. Ejerció el periodismo en prensa, radio y televisión. Doctor en filología románica, fue profesor y decano de la Facultad de Ciencias de la Información de la Universidad Complutense, donde llegó a ser el primer catedrático de la rama de Imagen. Son conocidas sus investigaciones y publicaciones sobre tebeos, cine, literatura e historia de los medios.

Autorretrato de Antonio Lara García

## Biografía
Antonio Lara nació en Málaga el 4 de marzo de 1939. Desde niño destacó en sus estudios, lo que le facilitó acceder a becas, que a su vez le permitieron seguir estudiando. 
Él mismo contaría que en esa primera etapa le fascinaron los tebeos como Cuto, Flash Gordon o El Guerrero del Antifaz, hasta el punto de que dibujaba sus propios ejemplares. En 1959 recibió el Premio Nacional de Dibujo de la revista Jóvenes. 
Después de terminar el bachillerato y el preuniversitario en Málaga, se marchó a la Universidad de Granada para hacer el selectivo de ciencias. Una vez concluido se matriculó en Madrid, en la Facultad de Económicas, aunque nunca llegaría a terminar. En la misma época cursó también estudios de pintura. En 1960 publicó sus primeros dibujos e ilustraciones en la revista Chicas.
En 1961 comenzó los estudios de Periodismo en la Escuela de Periodismo de la Iglesia. 
Ese año empezó también la carrera de Filosofía y Letras en la Universidad Complutense. Mientras tanto se había preparado para los exámenes de ingreso, primero en la Academia de Bellas Artes de San Fernando y a continuación en la Escuela Oficial de Cinematografía.  
Era una etapa de su vida en la que no sabía si dedicarse a escribir, al cine o a la pintura y continuó cultivando todas esas actividades simultáneamente. 
En el verano de 1964 comenzó a trabajar en la revista ilustrada Alameda, como periodista encargado de la redacción, confección y dibujante. Publicó numerosas críticas de cine, reseñas de libros, reportajes, e incluso escribió sobre tebeos. Sobre todo, realizó ilustraciones gráficas con las más variadas técnicas a pincel, pluma y aguada o tinta china. 

Retratos de Paul Valery y de Mari Pepa Lara por Antonio Lara García
Esa afición plástica, que muy bien hubiera podido convertirse en oficio exclusivo, le acompañó toda su vida, con la creación de óleos, acuarelas y témperas, así como dibujos y carteles para publicidad, exposiciones y eventos.
En 1968 se casó con Pilar Martínez. El matrimonio tuvo dos hijos, Antonio (1970) y María (1973). 

Caricaturas de la familia Lara Martínez por Antonio Lara García

## Obra
Cine y fotografía:
Desde 1963 hasta 1969 cursó los estudios de la EOC, Escuela Oficial de Cinematografía, en la especialidad de Dirección. Aparte de múltiples ejercicios prácticos como storyboards, plantas y alzados, o fumetti (narraciones fotográficas con texto añadido), realizó varios documentales sobre La ciudad universitaria, y Las calles de Madrid. 
Destacan cuatro películas de ficción:  
- El robot embustero. 1966. 35 mm, en blanco y negro. Adaptación de un cuento de Isaac Asimov.
- La amante estelar. 1967. 35 mm, en blanco y negro. Basado en un relato breve de William S. Stewart.
- Entre la memoria y el sueño. 1969. 35 mm, en blanco y negro. Una historia original.
- Más allá del tiempo. 1969. 35 mm, en color. Presentada en el Festival de Sitges. Aunque ya había concluido los cursos oficiales, seguía siendo una producción de la escuela.

Antonio Lara García (a la derecha) rodando
Desde finales de 1968 hasta 1970 trabajó como asesor en la distribuidora paraestatal Cinespaña. Los nuevos proyectos como director se fueron posponiendo indefinidamente debido a las dificultades económicas del momento, y sobre todo a los obstáculos que el régimen había empezado a poner al cine: se había cambiado el régimen de protección oficial, que justo al contrario que unos años antes, había endurecido la incorporación de nuevos profesionales a la industria. 
Por otro lado, en aquella época fue muy importante la contribución de los cineclubs a la educación cinematográfica del país. Antonio Lara fue el director del cineclub del colegio mayor Pio XII y después del Isabel de España, entre otros. 
A partir de los años setenta se interesó especialmente por la fotografía. Además de perfeccionar su técnica, realizó numerosos retratos, una ambición artística que continuará desarrollando el resto de su vida. Dejó una extensa colección de imágenes de personalidades cinematográficas, nacionales e internacionales, ya que era un asiduo de los festivales de cine: la Seminci de Valladolid, Venecia, San Sebastián o Berlín y especialmente el Festival de Cannes, al que acudió todas las ediciones desde 1971 hasta 2004. Asimismo se acercó a la reproducción de obras de arte, como consta en los catálogos de los artistas Santiago Montes, Abel Cuerda, Fernando Ors y Teresa Muñiz.
Retrato de Joaquín Perea por Antonio Lara García
Tebeos:
En 1965 realizó la memoria de licenciatura para la Escuela de Periodismo de la Iglesia sobre la serie de Manuel Gago, El guerrero del antifaz, como ejemplo de prensa infantil. 
En 1967 comenzó a colaborar con la revista Cuadernos para el diálogo, con un artículo de gran repercusión, titulado: “Un nuevo arte nos ha nacido: Introducción al estudio de los tebeos”. Se trataba de un tema prácticamente inédito en esa época, salvo algunos escritos anteriores de Luis Gasca, Antonio Martín y otros pioneros, que habían tenido menor difusión. Pero el impacto de esa publicación inaugura en España el estudio serio y riguroso de las narraciones gráficas. De hecho, su enorme alcance le lleva a ampliarlo en 1968 hasta el libro: “El apasionante mundo de los tebeos”. 
Ese mismo año, pone también en marcha, junto a Antonio Martín, una publicación especializada: , que tiene bastante repercusión dentro y fuera del país. Era justo el momento en que el interés por este medio comenzaba a nacer, de la mano del pop y otros movimientos culturales (anterior en el tiempo a la publicación en España de la traducción del famoso escrito de Umberto Eco, Apocalípticos e integrados ). Además de ser fundador y coeditor de Bang! en los primeros números, Antonio Lara publicó en ella un gran número de estudios sobre distintos temas, desde las revistas de Bruguera a los héroes americanos, o sobre autores como Jesús Blasco, Carlos Giménez, Enric Sió, Jordi Bernet…
En 1969 organizó la “Primera Reunión Nacional de Dibujantes de Historieta”, en la ciudad de Sitges, que congregó a artistas de la talla de Emili Freixas , Àngel Puigmiquel, Alfons Figueres, Carlos Giménez, Jaume Perich y muchos otros. Además de impartir la conferencia inaugural, coordinó también una exposición paralela en el salón de actos del ayuntamiento con ampliaciones gigantes de las ilustraciones. 
En 1971 publica en la revista Triunfo el artículo “El comic español de ciencia ficción”. En Estudios de Información, “Introducción al estudio estético de las narraciones gráficas”. 
Antonio Lara García
Llevó el estudio de los cómics a la universidad. Ya desde 1977 en que echaron a andar los cursos de doctorado en la Facultad de Ciencias de la Información, él comenzó con un tema muy poco habitual: “Iconografía de Tarzán en las narraciones gráficas”. Muchos más le seguirían en los años posteriores, dedicados a los creadores nacionales e internacionales. 
En 1983 escribió sobre el coleccionismo de los cómics en Neuróptica: estudios sobre el cómic, en las 1asJornadas Culturales del Cómic. 
En 1984 publicó un artículo especializado sobre los tebeos españoles de los sesenta, en la Historia de los cómics, coordinada por Javier Coma y editada por Toutain. En la misma época colaboró con la revista Sunday, por ejemplo, con el texto dedicado a la versión gráfica de La guerra de las galaxias, realizada por Al Williamson. 
En los cursos de verano que la Universidad Complutense celebra en El Escorial, organizó con gran éxito varios cursos sobre narraciones gráficas, en los que consiguió que participaran figuras de renombre internacional como Will Eisner y Alejandro Jodorowsky.
En 1996 fue el comisario de la exposición Tebeos, los primeros cien años, en la Biblioteca Nacional, que celebraba el centenario de la aparición del cómic: una ambiciosa propuesta con más de 200 documentos originales y un catálogo de referencia (con la colaboración de Alfredo Arias). 
En 2002 colaboró en el libro colectivo editado por Viviane Alary, Historietas, comics y tebeos españoles. 
En 2004, fue el comisario de la exposición Veinte ilustradores españoles 1898-1936, también en la Biblioteca Nacional, junto con Federico Moreno. Dedicada al periodo conocido como la Edad de Oro de la Ilustración Española, la muestra incluyó más de 300 originales de alta calidad. 

Oleo sobre tela de Antonio Lara García, 1972
Prensa escrita:
Los primeros textos (unos cincuenta artículos entre 1961-66) fueron publicados en los folletos editados por el cineclub del Colegio Mayor Pio XII, cuya tirada se acercaba a los 200 ejemplares.
Su primera crítica de cine publicada en un periódico apareció en 1962 en el semanal Signo. 
La colaboración con la revista Cuadernos para el diálogo, que empezó en 1967, no se limita a los tebeos, sino que también escribió otros ensayos y críticas cinematográficas, como los dedicados a ¿Quién teme a Virginia Woolf? y Vivir por vivir. 
En 1976 salió a la calle el periódico El País. Antonio Lara fue de los primeros críticos de cine en ser contratado (fijo desde 1976 a 1977), junto con Ángel Fernández Santos. El segundo día se publicó su crónica sobre la XXI Semana de Cine de Valladolid.
Desde 1979 a 1981 fue presidente de la asociación profesional Unión de Periodistas.
Desde 1980 colaboró con Revista de Occidente, (desde el primer número de la tercera etapa). A lo largo de los años, además de ser miembro del consejo de redacción, publicó multitud de ensayos y artículos sobre cine, literatura, imagen o vídeo.   
Desde 1981 hasta 1989 trabajó como crítico cinematográfico en el periódico Ya. Además de la crítica semanal, contribuía como enviado especial en Festivales y múltiples mesas redondas organizadas por la editorial, y en otros medios como Diario de Valencia o La Verdad, de Murcia.
Sin cesar en ese puesto del Ya, a partir de 1987 volvió a El País, pero como colaborador sobre temas de televisión. 
Escribió también en muchos otros medios como Cuenta y Razón, El debate de la comunicación, Ínsula: revista de letras y ciencias humanas, Cuadernos de Documentación (ed. RTVE), Literatura española y cine, Cineinforme, Historia del cine (ed. Orbis), Historia universal del siglo XX (ed. Grupo 16), Clavileño, Cuadernos del Norte, publicaciones del Festival del Cine de Valladolid, Enciclopedia Planeta de la Fotografía, Cinerama, Mensaje y Medios (ed. RTVE).  

Caricaturas de sus hijos Antoñito y María por Antonio Lara García
Radio:
En 1971, ingresó por oposición en RNE, Radio Nacional de España. Él mismo confesó que al principio se acercó al medio por razones puramente alimenticias, y que sería a continuación cuando redescubrió la radio y la importancia del sonido. Le dedicó 15 años de su vida en multitud de programas y funciones, desde redactor a guionista, aprobando por el camino varias oposiciones internas más. 
En 1974 fue destinado unos meses, como enviado especial, a la corresponsalía de RNE en Roma. En 1976 recibió el encargo de dirigir un magazín, que llamaría simplemente así, Revista. Se emitió durante cuatro años en el marco de lo que entonces se denominaba el tercer programa, y que más adelante pasaría a llamarse Radio 3 (o radio Malasaña, como alguno lo apodaba).
Se trataba de un magazín informativo, de algo menos de una hora, de periodicidad semanal, en el que se abordaban multitud de temas desde la actualidad a la cultura. Para una historia completa se puede consultar el trabajo de Gilles Multigner, en el que se retratan algunas anécdotas memorables. Por ejemplo, seguramente sería el espacio radiofónico en el que se retransmitió por primera vez en España la música de La Internacional, al reproducir la banda sonora de Amarcord (Fellini, 1973). 
Entre 1980 y 1983 dirigió el programa ¡Viva el cine! con entrevistas, críticas y comentarios, muy centrado en la industria española. También hubo otras colaboraciones. Entre 1981 y 1982 dirigió un programa de entrevistas, de una hora de duración, titulado Conversaciones, por el que pasaron personalidades como Julio Cortázar, Luis Eduardo Aute, Kathleen Turner, Bárbara Carrera, Manuel Gutiérrez Aragón, Andrés Amorós, Antonio Hernández Palacios…
El 14 de marzo de 1982 abordó una curiosa experiencia piloto. En la Filmoteca, con la presencia de invitados, se proyectó Fellini, 8 y medio (Fellini, 1963), al mismo tiempo que se emitía por la Segunda Cadena de Televisión Española. A continuación, tenía lugar una mesa redonda, moderada por Antonio Lara y emitida en directo por la radio. La experiencia, llamada Cineforum por su similitud con los debates de los cineclubs, tuvo gran éxito, por lo que continuó con muchas otras películas durante más de un año. 
En 1986 se vio obligado a dejar la radio, debido a la ley de incompatibilidades, que le impedía trabajar simultáneamente en ese medio (público) y la universidad. 

Cómic realizado para la familia Multigner por Antonio Lara García
Periodismo en Televisión
Además de apariciones esporádicas en múltiples programas de televisión, a partir de 1990 fue un colaborador regular en Telemadrid, en el magazín A todo Madrid, con Marta Robles de presentadora, en el que todas las semanas participaba en un pequeño espacio sobre cine. 
En 1990 fue el director y presentador, también en Telemadrid, de un ciclo dedicado al cine erótico italiano llamado Eros en Italia.
Literatura:
En 1966 terminó la licenciatura de Filosofía y Letras en su especialidad de Filología Románica. Aunque ya tenía claro que no se iba a dedicar a esa disciplina, continuó con el doctorado, porque le interesaba especialmente un tema muy novedoso por aquel entonces: las relaciones entre cine y literatura. En 1968 defendió su tesina sobre la adaptación cinematográfica de Miguel Picazo de la novela La tía tula, de Unamuno. Y al año siguiente comenzó su tesis doctoral: Relaciones estéticas entre cine y literatura, centrada en tres ejemplos de adaptación:
Tristana, es decir, Galdós y Buñuel, Campanadas a medianoche, Welles y Shakespeare, Y 2001, una odisea espacial, de Kubrick y Clarke. Los tres eran casos emblemáticos que le permitían analizar la conexión entre cine, novela, teatro y el camino inverso del film a la novela. En 1973, la investigación recibió la calificación de Sobresaliente cum laude. 
Impartió varios cursos de doctorado sobre el tema de las relaciones cine y literatura, como el dedicado a las adaptaciones de Fortunata y Jacinta. Precisamente Galdós era uno de sus autores más admirados, por lo que le dedicó varios estudios. 
En 1985 publicó la novela El crimen de la calle de Fuencarral, en la colección La sombra de Caín, dirigida por Juan Antonio Porto. La novela se centró en el célebre asesinato de 1888, que dio lugar al nacimiento de la prensa amarilla en España. 
En 1987 colaboró con la revista Saber leer, con un ensayo sobre las relaciones entre cine y literatura.
En 1991 escribió en ICI & LÀ, Revista de los profesores de francés en España. 
A partir de 1992, año en que se funda la revista Compás de letras: Monografías de literatura española, publicó varios ensayos. 
En 1997 participó en el 6.º Congreso Internacional Galdosiano dirigiendo una sesión plenaria sobre Galdós y el cine. 

Témpera sobre papel por Antonio Lara García, 1963
Docencia e investigación:
Además de su actividad de divulgación en los cineclubs (1961-70), su primer puesto de profesor ayudante fue en la Escuela de Sociología de la UCM, donde continuaría desde 1969 hasta 1976.  
En 1972 se inauguraron las clases en la nueva facultad de Ciencias de la Información, heredera de las antiguas escuelas de cine, periodismo y publicidad. Un año más tarde, Antonio Lara fue contratado como profesor adjunto. Desde 1977 en que comenzaron los cursos de doctorado, Antonio Lara los impartió todos los años sobre tebeos, cine o literatura.
En 1975 se le concedió la prestigiosa beca de investigación de la fundación Juan March, junto al profesor Joaquín Perea. Con el título de Elaboración de un modelo global de la comunicación audiovisual, se presentó en su forma definitiva en 1980. 
En 1975 aprobó la oposición a agregado, y en 1979 la de catedrático. El proceso fue muy curioso porque ante la falta de profesores numerarios en la propia facultad, se vio obligado a examinarse (en ausencia, según las normas vigentes), por profesores de otras áreas como Sociología, Psicología Social y Teoría de la Música. 
Se convirtió así en el primer catedrático de “Teoría, Historia y Técnica de la Imagen” de la Universidad Española. Poco a poco él mismo ayudaría a paliar la escasez de doctores del área. Durante las décadas siguientes dirigiría 38 tesis doctorales, y estaría presente en la mayoría de tribunales de su especialidad y de las cercanas, en Madrid, Barcelona y Bilbao, no sólo de las Facultades de Ciencias de la Información, sino en Bellas Artes y Filología. Un gran número de los titulares y catedráticos posteriores, e incluso actuales, han sido discípulos suyos, como por ejemplo Justo Villafañe, Enrique Torán, Fernando Huertas, Jesús González Requena, Joaquín Perea, José Ramón Pérez Hornia, Hipólito Vivar, Margarita Schmidt, Antonio Castro, José Manuel Palacio, Antonio Sánchez Escalonilla, Rafael Rodríguez Tranche, Norberto Mínguez Arranz, Alfonso Palazón, o José Luis Sánchez Noriega.  
En 1978 fue el primer decano que llegó al cargo elegido en un proceso democrático (“hasta entonces se habían cubierto los nombramientos de decanos/comisarios por designación directa o por procedimientos de representatividad limitada”). Durante su mandato se creó la Junta de Facultad, que en adelante elegiría a los decanos posteriores.
Se mostró especialmente satisfecho de haber ayudado a solucionar el problema de la convalidación de estudios de escuelas anteriores, y la de profesionales, de forma que pudieran incorporarse como docentes. 
Por otro lado, aunque desde el 76 había jugado un papel clave en la construcción del departamento de Comunicación Audiovisual, antes de que la ley reconociera esa figura, fue oficialmente nombrado Director del Departamento en 1986.
A lo largo de su trayectoria tuvo ocasión de proponer el doctorado honoris causa para los directores Luis Buñuel y Luis García Berlanga. Buñuel aceptó el mérito, aunque no llegó a recibirlo porque murió antes de que se produjera el acto oficial. En el caso de Berlanga, Antonio Lara, como padrino, pronunció su laudatio.

Retrato de Luis Buñuel y del rector Vián Ortuño por Antonio Lara García
En 1990 creó la Videoteca de la Universidad Complutense, de la que fue nombrado director: un centro de apoyo a la investigación, y que también dio servicio de visionado y laboratorio. Hay que entender que en esa época, todavía no era frecuente que las bibliotecas facilitaran la consulta de películas, ni siquiera contaban con una sección específica. La Videoteca comenzó su andadura recopilando los ejemplos que interesaba conservar, primero grabándolos de la televisión en VHS, y más adelante, cuando se popularizaron, coleccionando los DVDs. En la actualidad, esos fondos están incorporados a la Biblioteca de Ciencias de la Información. 
Durante el resto de su carrera continuó investigando sin descanso, como lo demuestra que, a pesar de morir unos años antes de la edad de jubilación, llegó a tener reconocidos 5 sexenios de investigación. Publicó en revistas como Telos, con artículos sobre la producción audiovisual, o el futuro del cine y las nuevas tecnologías, en Revista de estudios de información sobre las narraciones gráficas, en Los ensayistas (Georgia Series on Hispanic Thought) sobre el cine de la transición, en Punto y Coma sobre la fotografía “Entre la adoración y el consumo”, en Structures, sobre L’art de la photocopie (en francés), Cortocircuito (Revista de Comunicación y Cultura Latinas) sobre el cine español. Destacan sus libros como:
- Santiago Montes (1977), en la que también son suyas las fotografías que reproducen la obra artística.[9]
- La imaginación en libertad (homenaje a Luis Buñuel) (1981). ed. UCM[10]
- Spielberg: Maestro del Cine de Hoy (1990). ed. Espasa Calpe[11]
- “La obscenidad en el cine”, capítulo en el libro La obscenidad (1993)[12] coordinado por Carlos Castilla del Pino.
- Tristana, autorretrato de Buñuel (2001). Premio al docente complutense del Consejo Social de la UCM.[13]

La última etapa de su vida los dedicó también al estudio de la historia mundial de la fotografía. Estaba prevista su publicación en un volumen de la colección Summa Artis de la editorial Espasa Calpe, que no se llegó a concluir.
Falleció en Madrid el 1 de abril de 2005.
A su muerte se sucedieron varios homenajes entre los que sobresale el libro que publicó el Departamento de Comunicación Audiovisual y Publicidad I: Lara, la enseñanza de la Imagen, con textos de varios autores.

Dibujo homenaje a Antonio Lara García por Carlos Giménez